# Бейрут (река)
Бейрут (араб. نهر بيروت‎) — река в Ливане.
Длина реки — 29 км.
Протекает с востока на запад до Средиземного моря, разделяя исторический Бейрут с пригородами Син-эль-Филь и Бурж-Хаммуд. Устье реки расположено в районе порта.

## Исторические сведения
По хроникам, именно в районе устья Бейрута Георгий Победоносец копьём поразил Змия. Это сказание аллегорически часто трактуется как победа над дьяволом — «Древним Змием» (Откр. 12:3; 20:2).
Также река упоминается и в других летописях. Так, известно что ещё в каменном веке в устье реки было два острова, заиленные со временем в один. Позже и он исчез при изменении русла. В римские времена через реку был построен 240-метровый акведук. В эпоху возрождения был построен мост, выдерживающий как пересыхание летом реки до размеров ручья, так и зимний разлив. В 2004 году в пойме реки зимой запрещён выпас скота для избежания загрязнения.
С начала XXI века возникают идеи о восстановлении природы в долине реки, создании защитной территории, но на официальном уровне это не находит поддержки.